# Эфендизаде, Ровшан-бек
Ровшан-бек Эфендизаде (31 декабря 1884  [12 января 1885], Нуха, Нухинский уезд, Елизаветпольская губерния, Российская империя — неизвестно) — азербайджанский общественный деятель, просветитель, педагог, приказчик труппы артистов оперы-оперетты братьев Гаджибековых.

## Биография
Дед Ровшан-бека Мухаммад Эфенди был одним из известных священнослужителей своего времени. Его могила находится в святилище «Мухаммед Эфенди Пири» в Шеки. У Мустафы Эфенди 12 сыновей и 2 дочери. Храм сына Мухаммеда Эфенди Мустафы Эфенди находится в Джума-мечети в первом районе Юхарибаша Шеки.
Мир Ровшан-бек Мустафа оглу Эфендизаде родился 31 декабря 1884 (12 января 1885) в городе Нуха. Первое образование получил в русско-татарской школе, а в 1896 году поступил в Нухинскую прогимназию. Окончив прогимназию с отличными оценками, он в 1901 году поступил в Бакинское техническое училище и проучился там два года.
В 1904 году Ровшан-бек начал преподавать в Нухе. Здесь он работал учителем и смотрителем. В 1905 году, когда в России произошла революция, социальная обстановка была крайне напряженной во всех частях империи, в том числе и в Азербайджане, и здесь обострились национальные конфликты. В 1905 году генерал-губернатор Елизаветпольской губернии приказывает выслать Ровшан-бека Эфендизаде с Кавказа за активную общественную деятельность. По данным «Евраки-нафиса», самые уважаемые люди того времени, такие как Шейх-уль-ислам Пишнамаззаде и Алекпер-бек Рафибеков, пытались отменить это решение и сумели спасти его от ссылки. Хотя приказ о ссылки был отменен, Ровшан-беку больше не разрешили жить в Нухе. Поэтому он один год проработал учителем в Казахском уезде.
С 1906 года Ровшан-бек Эфендизаде работает учителем русского языка в школе «Усули-джадид» (школа по новому образцу) в Нухе. Из статьи Мухаммедали Халифазаде в газете «Тазе Хаят»:
Сегодня, 24 июля, община назначила нас учителями первой национальной школы Шеки. […] Вторым учителем здесь был Хашим Мухаммедзаде, учителем русского языка – Мир Ровшан Эфендиев.
С 1908 года учительствует в Тифлисе. Педагог Ровшан-бек Эфендизаде начал играть видную роль в национальных делах сыграл: занимался благотворительностью, организовывал драматические кружки. Состоял одним из восьми членов правления «Тифлисского мусульманского драматического общества», основанного в 1911 году по инициативе Джалила Мамедкулизаде и Джахангир-бека Гаибова.
В 1915 году вместе с Алимардан-бек Топчибашевым и Мамед Эмином Расулзаде он участвовал в похоронах грузинского поэта Акакия Церетели и выступил с речью. Грузинский журнал «Театри да цховреба» опубликовал его фотографию и написал о нем:
8 февраля на похоронах Акакия Серетели на Эриванской площади выступили татарские представители: Топчибашев — на русском, Расулзаде и Эфендиев — на татарском.
Ровшан-бек Эфендизаде неустанно работал над облегчением жизни турецких военнопленных и офицеров, привезенных в Тифлисе во время Первой мировой войны. Он принимал непосредственное участие в создании приюта для бездомных детей, созданного в Тифлисе. В этот трудный период по предложению Хосров-бека Султанова, он объехал все прифронтовые территории: от Каракилисы и Карса до Эривани и Гюмри.
После Февральской буржуазной революции 1917 года в России Ровшан-бек был членом Исполкома Тифлисского мусульманского национального комитета и Кавказского военного совета. 5 июля 1917 года в составе азербайджанской делегации он присутствовал на приеме османского султана Мехмеда Решада V во дворце «Йылдыз» в Стамбуле для участия в Церемонии «Хыргаи-Саадат» и, выступая от имени делегации, сказал он:
Кавказские тюрки нуждаются в вашей защите. Пожалуйста, примите нашу преданность. Ради Бога, не позвольте вашему царству отпасть от нас, господин!

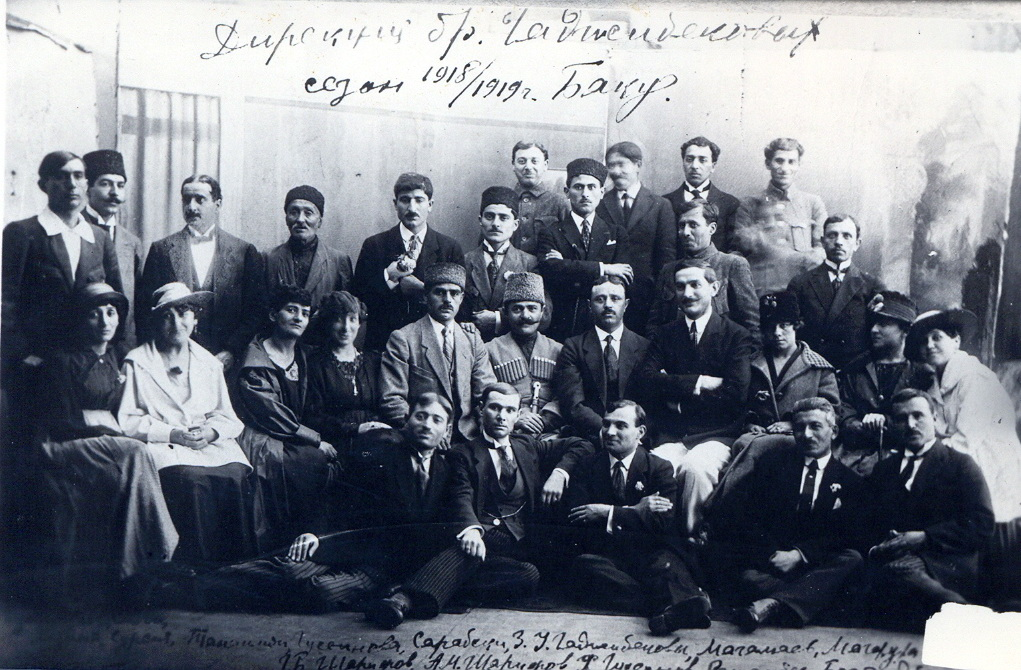
Ровшан-бек Эфендизаде (2-й справа) в труппе театра братьев Гаджибековых. Баку, 1918-1919 годы.

Вернувшись из Турции, Ровшан-бек Эфендизаде переехал из Тифлиса и начал преподавать в Баку, столице Азербайджана, а затем служил азербайджанской сцене, назначившись приказчиком труппы артистов оперы-оперетты братьев Гаджибейли.
О дальнейшей деятельности Ровшан-бека Эфендизаде нет сведений. По словам его племянника Мустафы, его дядя Мир Ровшан позже переехал в Баку, работал учителем русского языка и 1930-х годах стал жертвой печально известных репрессий.